# کوین ماگری
کوین ماگری (انگلیسی: Kevin Magri؛ زادهٔ ۱۰ اوت ۱۹۹۵) بازیکن فوتبال اهل ایتالیا است.
از باشگاه‌هایی که در آن بازی کرده‌است می‌توان به باشگاه فوتبال کیه‌وو ورونا، باشگاه فوتبال رجینا، باشگاه فوتبال آ. ث. لومتزانه، و باشگاه فوتبال ویچنزا اشاره کرد.